# أحمد بن طاووس
أحمد بن طاووس (توفي سنة 673)، والمعروف أيضًا باسم "طاووس" أو "الطاووس" (توفي سنة 673)، كان أحد التابعين، وأحد رواة الحديث.